# Малые Крюки
Малые Крюки — село в Обоянском районе Курской области России. Входит в состав Котельниковского сельсовета.

## География
Деревня находится на юге региона, в пределах южной части Среднерусской возвышенности, в лесостепной зоне. К селу примыкает деревня Гремячка.

### Климат
Климат характеризуется как умеренно континентальный, с тёплым летом и умеренно холодной зимой. Среднегодовая температура воздуха — 5,5 °С. Средняя температура воздуха самого тёплого месяца (июля) — 17,8 °C (абсолютный максимум — 37 °С); самого холодного (января) — −8,4 °C (абсолютный минимум — −38 °С). Безморозный период длится около 150 дней в году. Среднегодовое количество атмосферных осадков составляет 533 мм, из которых большая часть выпадает в тёплый период.

## История
До 2010 года село возглавляло Малокрюковский сельсовет. Законом Курской области от 26 апреля 2010 года № 26-ЗКО, были преобразованы путём объединения, не влекущего изменения границ иных муниципальных образований, граничащие между собой муниципальные образования: Котельниковский сельсовет, Малокрюковский сельсовет и Полукотельниковский сельсовет в один Котельниковский сельсовет. Дата основания села базируется от 1627 года и на данный момент (2022 год) селу 395 лет.

## Население
| 2002 | 2010 |
| ---- | ---- |
| 486  | ↘393 |

### Гендерный состав
По данным Всероссийской переписи населения 2010 года в гендерной структуре населения 232 мужчины, 254 женщины.

### Национальный состав
Согласно результатам переписи 2002 года, в национальной структуре населения русские составляли 98 % из 486 чел.

## Известные уроженцы
- Бубнов Андрей Семёнович (1922—1988) — Заслуженный артист РСФСР, военный дирижёр, участник Великой Отечественной войны
- Максин Алексей Михайлович (1918—1944) — Герой Советского Союза, участник Великой Отечественной войны

## Инфраструктура
Личное подсобное хозяйство.
Основа экономики — сельское хозяйство.

## Транспорт
Деревня доступна автотранспортом.